# Тузла (мис)
45°11′43″ пн. ш. 36°35′56″ сх. д. / 45.19528° пн. ш. 36.59889° сх. д.
Мис Тузла — найзахідніша точка Краснодарського краю. Він розташований за 8 кілометрів від станиці Тамань. Своїм походженням він зобов'язаний стародавнім вапнякам, що залягають серед глинистих відкладень.
Узбережжя мису урвисте та піднімається на рівнем моря приблизно на 15 метрів. З півночі до берегового уступу мису прилягає низовинна коса, складена піском і черепашником. Вона відокремлює від моря солоне озеро Тузла.